# Martina Šestáková
Martina Šestáková z domu Darmovzalová (ur. 12 października 1978 w Valticach) – czeska lekkoatletka specjalizująca się w trójskoku i skoku w dal, olimpijka. 

## Osiągnięcia sportowe
Odpadła w kwalifikacjach skoku w dal i trójskoku na halowych mistrzostwach Europy w 2005 w Madrycie oraz w kwalifikacjach skoku w dal na mistrzostwach świata w 2005 w Helsinkach. Wystąpiła w konkursie trójskoku na igrzyskach olimpijskich w 2008 w Pekinie, ale odpadła w kwalifikacjach mając wszystkie skoki przekroczone. Również na halowych mistrzostwach Europy w 2009 w Turynie nie oddała ważnego skoku w kwalifikacjach trójskoku, a na mistrzostwach świata w 2009 w Berlinie odpadła w kwalifikacjach tej konkurencji.
Była mistrzynią Czech w skoku w dal w 1999 i 2005 oraz w trójskoku w latach 2002, 2003, 2005 i 2007–2010, wicemistrzynią w skoku w dal w 2001 i 2002 oraz w trójskoku w 2000, 2001, 2004, 2012 i 2013, a także brązową medalistką w skoku w dal w 2004, 2006 i 2013. W hali była mistrzynią Czech w skoku w dal w 1999 i 2003 oraz w trójskoku w latach 2002 i 2007–2010, wicemistrzynią w skoku w dal w latach 2000–2002, 2004 i 2007 oraz trójskoku w latach 2003–2006, a także brązową medalistką w skoku w dal w 2005, 2006 i 2008.

## Rekordy życiowe
Rekordy życiowe Šestákovej:
- skok w dal – 6,66 m (2 lipca 2005, Kladno)
- skok w dal (hala) – 6,57 m (11 lutego 2004, Praga)
- trójskok – 14,18 m (5 lipca 2005, Kladno)
- trójskok (hala) – 14,02 m (5 lutego 2009, Bratysława)